# Kateb Yacine

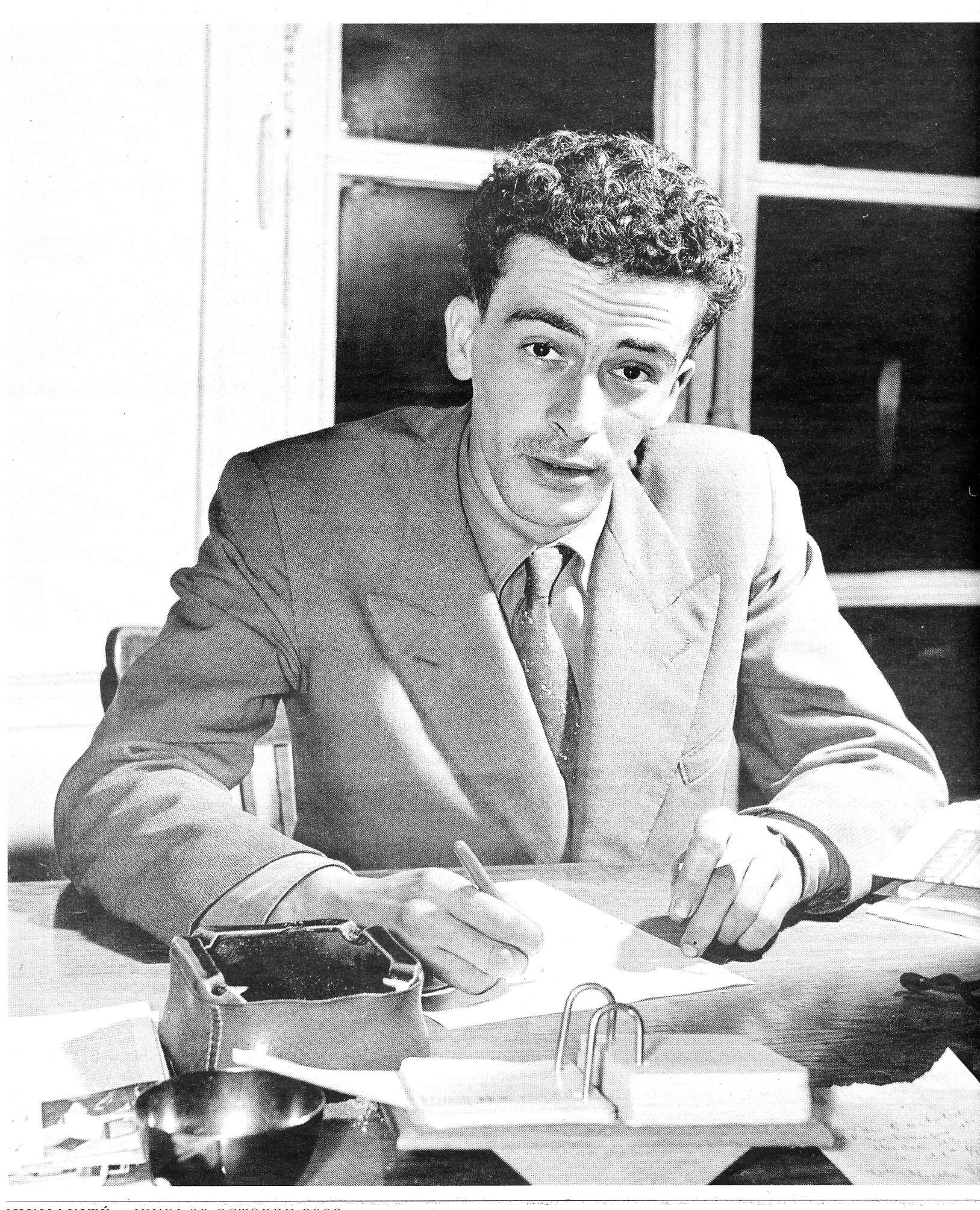
Kateb Yacine

Kateb Yacine (Zentralatlas-Tamazight ⴽⴰⵜⵉⴱ ⵢⴰⵙⵉⵏ Katib Yasin; * 6. August 1929 in Constantine (Algerien); † 28. Oktober 1989 in La Tronche bei Grenoble) war ein algerischer Schriftsteller.

## Leben
Kateb Yacine entstammte einer altehrwürdigen, gebildeten Familie. Sein Vater war Kateb Mohamed, seine Mutter Kateb Jasmina. Seine Ausbildung am Collège de Sétif wurde 1945 unterbrochen, als er verhaftet wurde. Er hatte an einer nationalistischen Demonstration in Sétif teilgenommen, in deren Folge es zu einem Massaker des französischen Militärs und der französischen Polizei an Algeriern gekommen war. Während der Haftzeit, in der er ohne Verhandlung festgehalten wurde, entdeckte Kateb Yacine nach eigener Aussage seine beiden großen Leidenschaften, die Revolution und die Poesie.
Als Siebzehnjähriger veröffentlichte er 1946 sein erstes Buch. 1947 besuchte er erstmals Frankreich. Von 1948 bis 1951 arbeitete er als Journalist bei der Alger républicain, einer lokalen Zeitung. Im Jahr 1952 war er Dockarbeiter, diese Tätigkeit gab er  schnell wieder auf, um sich dem Schreiben zu widmen. Er reiste viel, reiste oft nach Frankreich, besonders Paris, ließ sich dann aber in den frühen 1970er Jahren wieder in Algerien nieder.
Kateb Yacine verfasste seine Bücher in französischer Sprache. Hauptthematik war der politische Befreiungskampf der Berber. 1988 erhielt er den Prix national des lettres.
Die älteste Tochter des Dichters Nadia, geboren 1954, lebt in Paris. Der Zweitgeborene heißt Hans (ursprünglich Mohammed Karl) und  wurde 1959 in Hamburg geboren. Er lebt in Deutschland.
Sein jüngster Sohn, Amazigh Kateb, lebt in Frankreich und schreibt arabische Songs für die Band Gnawa Diffusion.

## Werke
- Soliloques, 1946
- Abdelkader et l’indépendance algérienne, 1948
- Le cadavre encerclé, 1955
- Nedjma, 1956 (dt.: Nedschma, 1987)
- Le cercle des représailles, 1959
- La femme sauvage, 1963
- Le Polygone étoilé, 1966
  - Sternenvieleck. Roman. Aus dem Französischen von Thomas Bleicher und Marie-Noe͏̈lle Vitry, Kinzelbach, Mainz 1994, ISBN 978-3-927069-23-7.
- Les ancêtres redoublent de férocité, 1967
- L’homme aux sandales de caoutchouc, 1970
- Mohammed prends ta valise, 1971
- Saout Ennisa, 1972
- La guerre de 2000 ans, 1974
- La Palestine trahie, 1972–1982
- L’oeuvre en fragments, 1986